# Pinhas Kehati
Pinhas Kehati (hébreu : פינחס קהתי), né le 11 septembre 1910 en Volhynie dans l'Empire russe et mort le 21 décembre 1976 en Israël, est un rabbin et éducateur sioniste religieux israélien. Il est principalement connu pour son commentaire de la Mishna, intitulé Mishnayot Mevoarot et plus connu sous le nom de Mishnayot Kehati ou simplement Kehati.

## Éléments biographiques
Pinhas Gechtman naît en Pologne de Kehat ben Shaoul et Malka bat Yisroel Yitzhok. Ses parents, ainsi que ceux de son épouse Rahel Dan, seront exterminés au cours de la Shoah.
Il étudie au collège Tahkemoni de Varsovie et manifeste rapidement son engagement pour le mouvement Mizrahi. Membre du mouvement de jeunesse Hashomer HaDati, il dirige la section locale de l’Irgoun et s'occupe de l'émigration en Palestine mandataire du centre HeHaloutz haMizrahi. Il émigre lui-même au début de 1935 et prend le nom de Kehati, en hommage à son père.
Il travaille comme employé à la banque HaPoël HaMizrahi puis à la banque Mizrahi. Il occupe ensuite divers postes d'éducation au sein des organismes sionistes religieux, participant notamment à l'établissement du mouvement Bnei Akiva. C'est d'ailleurs au sein de la section de ce mouvement sise à Bnei Brak qu'il dispense ses premiers cours vers 1955.
Pinhas Kehati décède le sixième jour de Hanoucca 1976 (21 décembre 1976). Il est enterré au cimetière juif du mont des Oliviers de Jérusalem.

## Œuvre
Les cours de Pinhas Kehati paraissent pour la première fois sous forme de Kountressim hebdomadaires édités à 5000 exemplaires par Heikhal Shlomo entre 1955 et 1964. Chaque Kountras contient 14 mishnayot (afin d'en étudier deux par jour) avec son commentaire, ainsi que deux articles du Choulhan Aroukh de Joseph Caro, deux articles du Mishne Torah de Moïse Maïmonide et une portion de la Bible hébraïque.
Les Mishnayot Mevoarot (hébreu : משניות מבוארות « mishnayot expliquées » ou « clarifiées »), populairement appelées HaKehati (« Le Kehati »), paraissent ultérieurement avec la haskama (« approbation ») du rabbin Isser Yehuda Unterman, grand-rabbin ashkénaze d'Israël de 1964 à 1972.
D'une structure analogue au Beit HaBehira de Menahem Hameïri, le commentaire de Kehati se base principalement sur la littérature exégétique traditionnelle (Maïmonide, Rachi et les Tossafistes sont les autorités les plus fréquemment citées) mais aussi sur des travaux plus récents dont celui de son contemporain Hanokh Albeck. Contrairement à plusieurs commentaires dont celui de Maïmonide, l'auteur ne se veut pas décisionnaire et s'abstient d'indiquer son opinion propre en matière de Loi juive. 
Le commentaire est rédigé en hébreu moderne et conçu pour être accessible aux profanes comme aux érudits. Chaque traité est introduit par un résumé de son contenu, avec des notes sur le contexte historique et légal ; la plupart des mishnayot sont préfacées par une introduction thématique et les interprétations de la mishna qui n'ont pas été retenues par la Loi juive sont indiquées en marge du commentaire.
Le commentaire a connu plusieurs rééditions, figurant dans les éditions récentes aux côtés de celui du Bartenoura. Il a été intégralement traduit en anglais par Edward Levin en 1994, sous le titre de The Mishnah. Des traductions en d'autres langues (russe, français, espagnol, etc.) sont en cours.